# Match de football Écosse — Angleterre (1872)
Le match Écosse — Angleterre du 30 novembre 1872 est un match de football entre l'Écosse et l'Angleterre, se déroulant au Hamilton Crescent, à Partick.
Joué devant 4 000 spectateurs et finissant sur un score nul (0-0), il s'agit du premier match international de football.

## Le match
| Titulaires : |  |
| |  |
| - G. Robert Gardner - D. William Ker - D. Joseph Taylor - M. James J. Thomson - M. James Smith - A. Robert Smith - A. Robert Leckie - A. Alex Rhind - A. Billy MacKinnon - A. Jerry Weir - A. David Wotherspoon |  |

| Titulaires : |  |  |
| |  |  |
| - G. Robert Barker - D. Harwood Greenhalgh - D. Reginald Courtenay Welch - M. Frederick Maddison - M. William Maynard - A. John Brockbank - A. Charles Clegg - A. Arnold Kirke Smith - A. Cuthbert Ottaway - A. Charles Chenery - A. Charles Morice |  |  |
| |  |  |
| |  |  |

| Titulaires : |  |
| |  |
| - G. Robert Gardner - D. William Ker - D. Joseph Taylor - M. James J. Thomson - M. James Smith - A. Robert Smith - A. Robert Leckie - A. Alex Rhind - A. Billy MacKinnon - A. Jerry Weir - A. David Wotherspoon |  |

| Titulaires : |  |  |
| |  |  |
| - G. Robert Barker - D. Harwood Greenhalgh - D. Reginald Courtenay Welch - M. Frederick Maddison - M. William Maynard - A. John Brockbank - A. Charles Clegg - A. Arnold Kirke Smith - A. Cuthbert Ottaway - A. Charles Chenery - A. Charles Morice |  |  |
| |  |  |
| |  |  |